# Centropages australiensis
Centropages australiensis is een eenoogkreeftjessoort uit de familie van de Centropagidae. De wetenschappelijke naam van de soort is voor het eerst geldig gepubliceerd in 1944 door Fairbridge.